# Invasion Englands durch Königin Isabelle

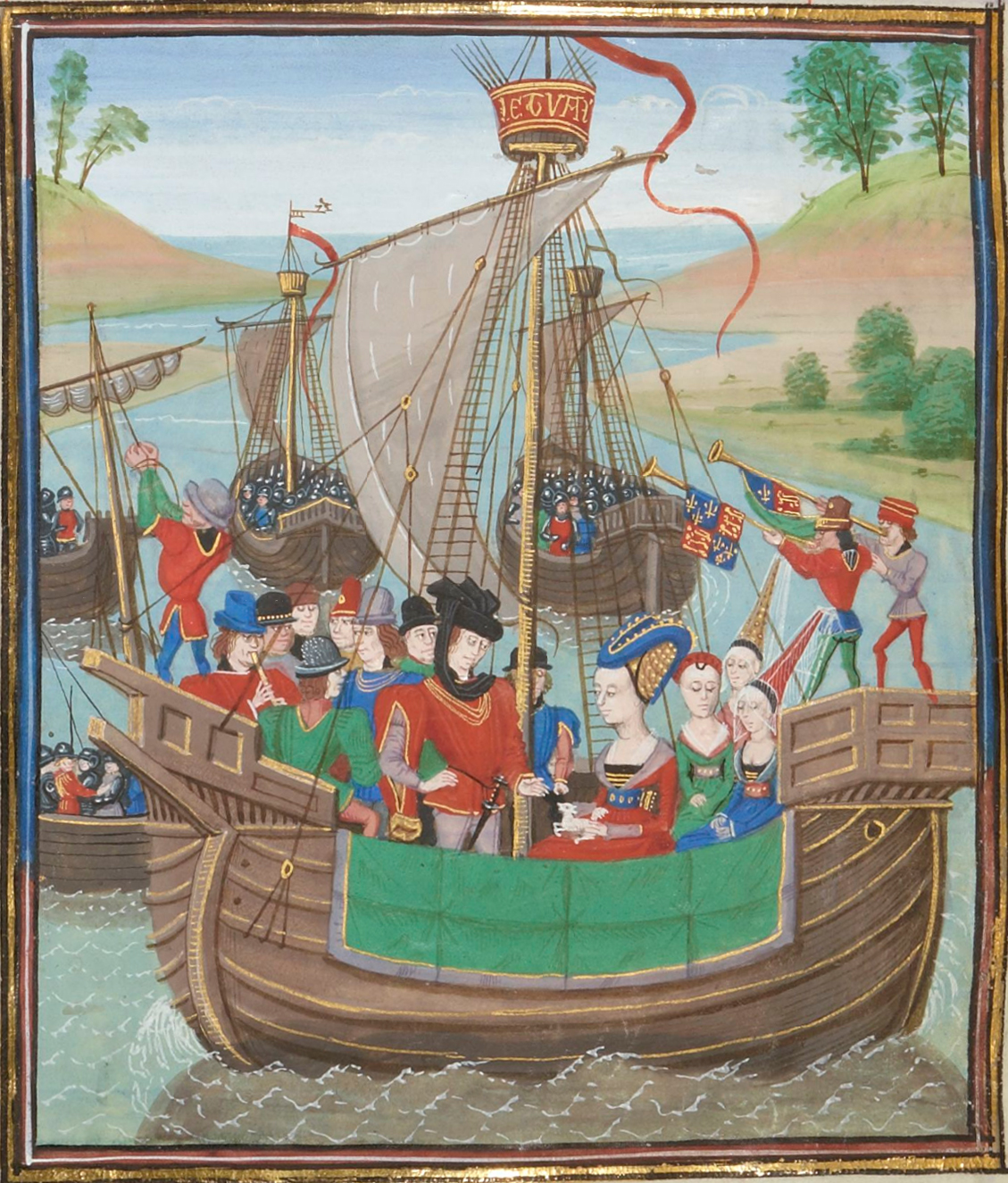
Isabelle setzt mit ihrer Flotte nach England über. Buchmalerei aus dem 15. Jahrhundert.

Die Invasion Englands durch Königin Isabelle führte zum Sturz der Herrschaft des englischen Königs Eduard II. Am 24. September 1326 landete die englische Königin Isabelle, die sich von ihrem willkürlich herrschenden Mann entfremdet hatte, mit einem kleinen Heer in England. Daraufhin kam es zu einer Revolte gegen den König, dessen Herrschaft zusammenbrach. Der König flüchtete nach Wales, wo er schließlich in die Gefangenschaft von Isabelle und ihren Verbündeten geriet. Die Invasion von Isabelle war damit die erste erfolgreiche Invasion Englands nach der normannischen Eroberung 1066. Die folgende Absetzung von Eduard II. war die erste Absetzung eines englischen Königs durch ein Parlament und wurde zum Präzedenzfall für die Absetzungen von Richard II. 1399, von Heinrich VI. 1461 und 1471, von Eduard IV. 1470 und Eduard V. 1483.

## Vorgeschichte

### Krieg zwischen England und Frankreich
Im März 1322 konnte der englische König Eduard II. eine Rebellion der Marcher Lords und seines Cousins Thomas of Lancaster militärisch niederschlagen. Lancaster und weitere führende Rebellen wurden anschließend hingerichtet, andere wie Roger Mortimer of Wigmore eingekerkert. Damit hatte der König die organisierte Opposition aus den Reihen der Magnaten ausgeschaltet. In den nächsten Jahren herrschte er, unterstützt von seinen Günstlingen Hugh le Despenser dem Älteren und dessen gleichnamigem Sohn Hugh le Despenser autokratisch und tyrannisch. Die Despensers bereicherten sich, gedeckt durch den König, nahezu ungebremst, wobei sie zahlreiche Rechtsbeugungen und Übergriffe begingen.
Im August 1323 konnte Roger Mortimer in einer spektakulären Flucht aus dem Tower of London entkommen und nach Frankreich flüchten. Der französische König Karl IV., der wegen der im Besitz der englischen Könige befindlichen Gascogne mit Eduard II. im Streit lag, nahm Mortimer mit offenen Armen auf. Schon bald fürchtete Eduard II., dass Mortimer von Frankreich aus eine Invasion Englands planen würde, um ihn zu stürzen. Dazu kam es wegen Grenzstreitigkeiten in der Gascogne 1324 zum Krieg von Saint-Sardos zwischen Frankreich und England.

### Entfremdung zwischen Isabelle und ihrem Mann
Ende 1324 machte Papst Johannes XXII. den Vorschlag, dass die englische Königin Isabelle im Konflikt zwischen England und Frankreich vermitteln sollte, da sie eine Schwester des französischen Königs war. Im Januar 1325 stimmten zunächst der englische Kronrat und dann das Parlament dem Vorschlag zu. Eduard II. selbst wollte England für Verhandlungen nicht verlassen, da er befürchtete, dass die Despensers ohne seinen Schutz von ihren zahlreichen Gegnern angegriffen würden. Bischof John Stratford von Winchester, der als englischer Gesandter in Frankreich gewesen war, berichtete am 17. Januar dem König, dass der französische König die Huldigung des englischen Thronfolgers Eduard anstelle des englischen Königs für die französischen Besitzungen akzeptieren würde, wenn der Thronfolger formal zum Herzog von Aquitanien ernannt würde. Damit bräuchte der englische König England nicht verlassen und könnte dazu die für einen König demütigende Huldigung vor dem französischen König vermeiden. Daraufhin stimmte der englische König schließlich vor dem 7. Februar 1325 der Vermittlung durch seine Frau zu. Der Thronfolger Eduard sollte ihr nach Frankreich folgen, sobald eine akzeptable Einigung ausgehandelt worden sei, um die Huldigung zu vollziehen.
Allerdings hatten sich Eduard II. und Isabelle, die seit 1308 verheiratet waren, vor allem durch den Einfluss des jüngeren Despenser seit 1320 zunehmend entfremdet. Despenser war es gelungen, Isabelle weitgehend zu isolieren und schließlich ihren Einfluss auf den König fast vollständig auszuschalten. Nach dem Beginn des offenen Krieges mit Frankreich wurde ihr im September 1324 die Verwaltung ihrer englischen Güter entzogen. Die Günstlinge des Königs begründeten dies damit, dass die Königin als gebürtige Französin womöglich den Franzosen eine Landung auf ihren südwestenglischen Besitzungen erleichtern würde. Ihrer Einkünfte beraubt, gewährte ihr der König für ihren Unterhalt nur eine wesentlich geringere Pension. Weiterhin wurde Isabelle die Aufsicht über die Erziehung ihrer jüngeren Kinder entzogen. Eleanor de Clare, die Frau des jüngeren Despenser, die auch eine Nichte des Königs war, kam als Hofdame in ihren Haushalt, um sie zu überwachen und um sie auszuspionieren. Isabelle wurde durch diese Schikanen zutiefst gedemütigt und lebte trotz ihres Status als Königin nahezu als Gefangene am Königshof. Ihre Ehe mit dem König war praktisch gescheitert. Sie wollte deshalb unbedingt als Gesandte nach Frankreich reisen, um ihrer Lage zumindest zeitweise zu entkommen. Deshalb gab sie sich betont freundlich gegenüber dem jüngeren Despenser, damit dieser ihrer Reise nach Frankreich zustimmte. Das etwa dreißigköpfige Gefolge, das sie nach Frankreich begleiten sollte, wurde allerdings vom König bestimmt. Er wählte Höflinge aus, denen er vertraute.

### Rolle von Isabelle während der Friedensverhandlungen
Am 9. März 1325 brach Isabelle von Dover aus nach Frankreich auf, das sie am selben Tag erreichte. In Poissy traf sie ihren Bruder Karl IV., mit dem sie die festgefahrenen Friedensverhandlungen wieder aufnahm. Tatsächlich konnten die Unterhändler in der Folge bis zum 31. März einen Frieden aushandeln. Zwar kam es noch zu Nachverhandlungen und Auseinandersetzungen um einzelne Punkte, beispielsweise um die Bedingungen der Verlängerung des Waffenstillstands, doch Anfang Mai stimmte der englische König widerstrebend dem Vertrag zu. An diesen und an den weiteren Verhandlungen war Isabelle nicht direkt beteiligt, doch sie blieb in Frankreich, auch nachdem der Frieden am 30. Mai in Paris formell geschlossen worden war. Der englische König drängte nun Isabelle, nach England zurückzukehren. Diese blieb jedoch weiter in Frankreich, wobei sie aufgrund ihrer begrenzten finanziellen Mittel Ende Juli Paris verließ und auf verschiedenen Schlössern des französischen Königs lebte.

### Huldigung des englischen Thronfolgers anstelle des englischen Königs
Der englische König wollte im August 1325 zunächst doch selbst nach Frankreich reisen, um dem französischen König für seine französischen Besitzungen zu huldigen. Wohl auf Drängen der Despensers setzte er dann doch nicht nach Frankreich über, sondern sandte den Earl of Richmond und Bischof Stratford zu weiteren Verhandlungen nach Frankreich. Am 1. September traf Isabelle Richmond und Stratford in Paris und schlug erneut vor, anstelle des Vaters den Thronfolger zur Huldigung zu senden. Stratford und Isabelle unterbreiteten den Vorschlag Karl IV., der am 4. September zustimmte. Stratford reiste nun nach England zurück, wo sein Vorschlag am Königshof mit Misstrauen aufgenommen wurde. Auch der König wollte seinen Sohn nicht alleine nach Frankreich reisen lassen, da er befürchtete, dass dieser dort von seiner Mutter beeinflusst würde. Die Despensers waren jedoch von der Idee angetan. Da der jüngere Despenser 1321 aus Frankreich verbannt worden war, durfte er nicht nach Frankreich reisen, und er fürchtete, dass seine Gegner ihn während einer Abwesenheit des Königs wieder attackieren würden. Daraufhin gab auch Eduard II. seine Zustimmung, dass sein Sohn und Erbe an seiner Stelle nach Frankreich reisen solle. Am 10. September 1325 wurde der zwölfjährige Eduard zum Herzog von Aquitanien ernannt, und am 12. September brach er mit Stratford und Bischof Stapeldon, Henry de Beaumont und anderen Baronen nach Frankreich auf. Der Thronfolger gelobte seinem Vater bei der Abreise, dessen Wünsche zu erfüllen. Am 14. September erreichte er Boulogne, wo ihn seine Mutter empfing und ihn nach Paris geleitete. Dabei überbrachte Stratford der Königin aber auch die erneute Aufforderung des Königs, nach der Huldigung unverzüglich mit dem Thronfolger nach England zurückzukehren. Am 22. September erreichten Isabelle und der Thronfolger Paris, wo Karl IV. sie empfing. Am 24. September folgte die formelle Huldigung.

### Eigenmächtiger weiterer Aufenthalt Isabelles und des Thronfolgers in Frankreich

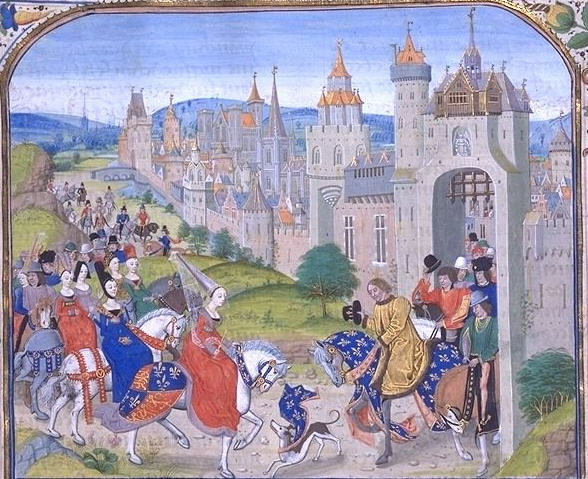
Der französische König Karl IV. begrüßt seine Schwester Isabelle bei ihrem Einzug in Paris. Darstellung aus dem 15. Jahrhundert.

Während ihres Aufenthalts in Frankreich hatte sich Isabelle mehrfach mit ihrem französischen Cousin Robert von Artois, aber auch mit englischen Exilanten wie John Maltravers und John de Ros getroffen. Ihr Hauptunterstützer war der Earl of Richmond, der zum Gegner der Despensers geworden war und wie die Königin die wiederholten Aufforderungen des Königs, nach England zurückzukehren, ignorierte. Am 25. August war auch der Earl of Kent, ein Halbbruder des Königs, nach Frankreich zurückgekehrt. Er heiratete im Dezember 1325 Margaret Wake, deren Bruder Thomas Wake zu dieser Zeit ebenfalls in Paris war. Auch Bischof Airmyn, John Cromwell und Henry de Beaumont kehrten nicht nach England zurück und blieben in Isabelles Gefolge. Richard de Bury, der ehemalige Lehrer des Thronfolgers Eduard und nun für die Gascogne zuständiger Finanzbeamter, hatte Isabelle in England ohne Erlaubnis Einkünfte aus der Gascogne zukommen lassen. Als dies aufgedeckt wurde, konnte er nur knapp einer Verhaftung entkommen und flüchtete zu Isabelle nach Frankreich.
Mit diesen Unterstützern diskutierte Isabelle nun ihre Situation. Sie wollte nicht nach England zurückkehren, solange dort die Despensers dominierenden Einfluss auf den König hatten. Da auch der minderjährige Thronfolger nicht nach England zurückkehren wollte, hatte seine Mutter ein Faustpfand gegen ihren Mann. Vermutlich zu dieser Zeit wurde Isabelle von ihren Unterstützern überzeugt, dass nicht nur die Despensers, sondern auch ihr Mann Eduard II. gestürzt werden müsse. Der König hatte beständig seine Günstlinge unterstützt und dabei Vereinbarungen, die er mit seinen innenpolitischen Gegnern geschlossen hatte, ignoriert.
In England befahl der König nun die Verhaftung von Airmyn und Richmond, die er beschuldigte, ihn über den tatsächlichen, für England unvorteilhaften Inhalt des Friedensvertrags getäuscht zu haben. Über die fortgesetzte Weigerung seiner Frau, zu ihm zurückzukehren, war er zunächst offenbar verstört. Ende September 1325 befahl er ihr und seinem Sohn erneut, zurückzukehren, und am 18. Oktober teilte er dem Papst seine Verwunderung und Sorge über ihren Aufenthalt in Frankreich mit. Er befahl Bischof Stapeldon, nach Paris zu reisen und seine Frau und seinen Sohn zurückzuholen. Stapeldon fühlte sich als Günstling der Despensers in Frankreich bedroht und hielt das Geld, das er zur Begleichung von Isabelles Schulden in Frankreich mitbringen sollte, zurück. Vor dem 22. Oktober traf Isabelle Stapeldon und weigerte sich ihm gegenüber offen, nach England zurückzukehren. Danach reiste sie mit ihrem Sohn nach Le Bourget und Reims. Unverrichteter Dinge kehrte Stapeldon am 31. Oktober nach England zurück, überzeugt, dass er angesichts der Exilanten, die die Königin umgaben, in Frankreich nicht mehr sicher war. Am 14. November stoppte der König die Auszahlung von Geldern zugunsten der Königin. Im November reiste dann Bischof Stratford erneut nach Frankreich. Ihm soll Isabelle am französischen Königshof offen gesagt haben, dass sie nicht nach England zurückkehre, weil sich eine Person zwischen sie und ihren Mann geschoben habe. Sie verlange nun, dass diese Person, mit der klar Despenser gemeint war, entfernt würde. Der dabei anwesende französische König ergänzte, dass er seine Schwester nicht wegschicken würde, solange sie freiwillig in Frankreich bleiben wolle. Stratford kehrte nach England zurück und berichtete dem König von diesem für die damalige Zeit ungeheuren Skandal. Isabelle erklärte in der Folge, dass sie aus eigenem Ermessen und nach einer Verbannung der Despensers nach England zurückkehren würde. Am 18. November berief der englische König das Parlament ein. Bevor es am 5. Dezember nach Westminster verlegt wurde, hatte der König der Versammlung knapp von dem ihm unverständlichen Ungehorsam der Königin berichtet. Dabei verteidigte er die Despensers gegen die Vorwürfe der Königin, die er für ungerechtfertigt erklärte. In weiteren Briefen an die Königin, an seinen Sohn und an den französischen König versuchte er nun die Rückkehr zu erreichen. Der französische König lieh aber seiner Schwester 1000 Livre für ihre Ausgaben und verlangte nun selbst die Entfernung der Despensers.

## Vorbereitungen für die Invasion von Isabelle

### Affäre zwischen Isabelle und Mortimer und Bündnis mit Hennegau
Inzwischen hatte Königin Isabelle in Frankreich Roger Mortimer of Wigmore getroffen, möglicherweise, als dieser Ende 1325 im Gefolge von Gräfin Johanna von Hennegau zur Beerdigung von deren Vater Karl von Valois nach Paris gereist war. Er war zuvor ein Jahr lang im Hennegau und in Holland gewesen und wird erst im Dezember 1325 wieder in Frankreich erwähnt. Isabelle und Mortimer kannten sich bereits seit 1308, als Mortimers Frau Joan als Hofdame der Königin diente, doch sie hatten aller Wahrscheinlichkeit nach zuvor keine engere Beziehung. In Frankreich begannen sie nun ein Verhältnis. Wahrscheinlich unterbreitete Mortimer Isabelle den Vorschlag, sich mit Graf Wilhelm von Hennegau zu verbünden und den Thronfolger mit einer Tochter des Grafen zu verheiraten, wie es bereits der englische König vor mehreren Jahren geplant hatte. Aufgrund von Handelsstreitigkeiten waren die Beziehungen zwischen England und der Grafschaft Holland, die zu Hennegau gehörte, angespannt. Graf Wilhelm ignorierte deshalb die Proteste des englischen Königs und unterstützte weiter den in England verurteilten Verräter Mortimer.

### Abwehrmaßnahmen des englischen Königs
Im Januar und Februar 1326 kehrten mehrere Mitglieder von Isabelles verbliebenem Gefolge nach England zurück, weil sie die schockierende Affäre mit Mortimer ablehnten. Wohl spätestens durch sie erfuhr der König von der Affäre seiner Frau. Er wurde durch diesen Skandal in seinen Befürchtungen bestärkt und versuchte, sein Reich auf die Verteidigung gegen eine Invasion vorzubereiten. Im Januar 1326 befahl er die Verlegung von Margaret de Fiennes, der inhaftierten Mutter Mortimers, ins Landesinnere. Anfang 1326 wurde in England auch bekannt, dass Isabelle mit dem Grafen von Hennegau über eine Heirat des Thronfolgers verhandelte. Der König verkündete darauf im Februar, dass sich die Königin mit Mortimer, dem verurteilten Verräter, verbündet habe. Er befahl, dass bei einer Landung in England Isabelle, der Thronfolger sowie der Earl of Kent ehrenvoll behandelt werden sollten. Ausländische Soldaten dagegen sollten bei einer Landung in England als feindliche Invasoren gehängt werden. Königliche Burgen wurden mit Vorräten und mit stärkeren Besatzungen versehen und am 8. Februar 1326 ordnete der König eine stärkere Überwachung der Küsten an. Erzbischof Reynolds von Canterbury berichtete dem König, dass Mortimer und Isabelle vom Grafen von Hennegau und vom König von Böhmen unterstützt von der Normandie aus in England landen wollten. Am 5. Februar forderte der Erzbischof Isabelle auf, zu ihrem Mann zurückzukehren, was sie jedoch erneut zurückwies. In den nächsten Monaten bat Eduard II. in mehreren Briefen an seinen Sohn um dessen Rückkehr, was dieser jedoch weiter ablehnte.

### Diplomatische Aktivitäten von Isabelle und Mortimer
Ab Februar 1326 blieb Isabelle im Briefkontakt mit Gräfin Johanna, wohl um die Planungen über eine Invasion Englands voranzutreiben. Offiziell blieb ihr Ziel aber nur, die Despensers vom Hof zu vertreiben. Vor dem 25. Februar 1326 vereinbarten Isabelle und Mortimer in Frankreich mit dem schottischen Gesandten Thomas Randolph, 1. Earl of Moray, dass die Schotten eine Invasion Englands nicht ausnutzen würden, um selbst in Nordengland einzufallen. Wahrscheinlich versprachen Isabelle und Mortimer im Gegenzug, den schottischen König Robert Bruce offiziell als König anzuerkennen, sobald sie die Macht in England erlangt hätten. Da Isabelle wusste, dass Eduard II. nie Robert Bruce als schottischen König anerkennen würde, zeigt dies, dass sie insgeheim auf einen Sturz ihres Mannes hinarbeitete. Isabelle und Mortimer wurden inzwischen von weiteren Engländern unterstützt, die 1322 nach dem Scheitern der Rebellion Lancasters aus England geflohen waren, darunter John de Kingston, John Botetourt und William Trussell.

### Vermittlungsversuch des Papstes
Bis März 1326 war die Affäre zwischen Isabelle und Mortimer ein offenes Geheimnis geworden. Der Thronfolger Eduard lehnte Mortimer offenbar ab, doch weder dies noch das Gerede bewegten Isabelle, die Affäre zu beenden. Papst Johannes XXII. hatte am 15. Februar Erzbischof Guillaume de Laudun von Vienne und Bischof Hugues von Orange zu Nuntien ernannt, um erneut einen Vermittlungsversuch zwischen Isabelle und Eduard II. zu starten. Doch auch die päpstlichen Gesandten konnten Isabelle nicht überzeugen, zu ihrem Mann zurückzukehren. Sie stellte zwei Bedingungen für eine Rückkehr: die Entfernung der Despensers vom Königshof und dass der König ihre Stellung als Königin garantieren und ihre Besitzungen zurückgeben würde. Mortimer soll über die Möglichkeit, dass Isabelle nun doch dem Drängen des Papstes nachgeben könnte, so erbost gewesen sein, dass er vermutlich in Gegenwart der päpstlichen Gesandten Isabelle mit dem Tod drohte. Anschließend reisten die päpstlichen Gesandten im Mai nach England, doch Eduard II. lehnte eine Verbannung der Despensers weiter ab. Stattdessen versuchte er den Papst zu bestechen, möglicherweise um eine Aufhebung seiner Ehe zu erreichen. Vor dem 10. Juni wurde klar, dass der Vermittlungsversuch des Papstes gescheitert war.
In Frankreich nahmen Isabelle und Mortimer am 11. Mai an der Hochzeit von König Karl IV. mit Johanna von Évreux teil. In weiteren Briefen an seinen Sohn und an den französischen König versuchte Eduard II., die Rückkehr des Thronfolgers zu erreichen. Isabelle und Mortimer erhielten inzwischen Nachrichten aus England, nach denen das Regime von Eduard II. und den Despensers so verhasst war, dass sie bei einer Invasion mit breiter Unterstützung rechnen könnten. Der französische König zögerte aber, eine Invasion von Isabelle militärisch zu unterstützen. Als nun der Papst offenbar eine Rückkehr von Isabelle nach England anordnete und jedem, der sie bei ihrer Abwesenheit unterstützte, die Exkommunikation androhte, reiste Isabelle im Sommer 1326 zunächst nach Cambrai und dann Anfang August ins Hennegau, das zum Heiligen Römischen Reich gehörte und damit nicht dem französischen König unterstellt war.

### Aufstellung einer Armee in den Niederlanden
Bereits vor dem 24. Juli war Mortimer nach Seeland gereist, das im Besitz des Grafen von Hennegau war. Dort charterte Mortimer Ende Juli in seinem und in Graf Wilhelms Namen Schiffe und bestellte Vorräte. Die Schiffe sollten zum 1. September in verschiedenen Häfen zwischen Rotterdam und Dordrecht bereitliegen. Anfang August reiste Isabelle durch Holland, Seeland und Brabant, um weitere Truppen anzuwerben und Ausrüstung zu beschaffen. Am 3. August war Isabelle in Mons im Hennegau, wo sie die Charterung von 132 Schiffen und acht Kriegsschiffen bestätigte. Sie traf Jean de Beaumont, einen jüngeren Bruder von Graf Wilhelm. Jean de Beaumont geleitete sie zu seinem Bruder nach Valenciennes. Dort wurde erneut über die Verlobung des englischen Thronfolgers mit Philippa, einer Tochter des Grafen, verhandelt. Die Verlobung fand am 27. August in Mons statt mit der Bedingung, dass innerhalb von zwei Jahren die Heirat erfolgen solle. Die Verlobung wurde vom französischen König unterstützt, der ein Cousin der Frau von Graf Wilhelm war. Am 7. September traf Isabelle wieder Graf Wilhelm in Dordrecht, und am 20. September war sie in Brielle. Der Kern ihrer Armee bestand aus 700 Söldnern, die Jean de Beaumont im Hennegau und in Deutschland angeworben hatte. Dazu kamen die englischen Exilanten, so dass die Armee zwischen 1000 und maximal 1500 Mann stark war. Jean de Beaumont war gegen den Widerstand seines Bruders fest entschlossen, persönlich an der Invasion Englands teilzunehmen, was der Graf schließlich widerwillig genehmigte. Am 21. oder 22. September verließ die Armee auf 95 Schiffen von Brielle und Dordrecht aus die Niederlande.

### Verstärkung der Abwehrmaßnahmen von Eduard II.
Noch im August 1326 hatte Eduard II. erneut die Küsten stärker bewachen und die Besatzungen der Burgen an der Küste weiter verstärken lassen. Um die Invasoren zu melden, befahl er Leuchtfeuer vorzubereiten. Dazu hatte er die Aufstellung von Aufgeboten in den einzelnen Grafschaften an verschiedene Barone und Prälaten übertragen. Anfang September überfiel eine englische Streitmacht die Normandie. Die Streitmacht stand unter dem Kommando von John Felton und bestand aus 133 Schiffen mit 4200 Matrosen und 1600 Soldaten. Der König selbst war bis zum 17. September in Portchester, doch das genaue Ziel der Unternehmung gegen die Normandie ist unklar. Möglicherweise sollte der Thronfolger Eduard ergriffen werden, der sich angeblich in der Provence aufhielt. Wahrscheinlich wurde der Angriff von den Franzosen abgewehrt, und der Thronfolger befand sich zu dieser Zeit bereits in den Niederlanden.
Wahrscheinlich hatte Eduard II. erfahren, dass die Flotte von Mortimer und Isabelle an der Mündung des River Orwell in Suffolk landen könnte. Er befahl für den 21. September 1300 Bogenschützen und 700 Fußsoldaten, dort einen Monat lang die Küste zu verteidigen, dazu beorderte er am 10. September eine aus zwölf Schiffen bestehende Flotte nach Orford Ness, um feindliche Schiffe anzugreifen. Weitere Schiffe wurden nach Hunstanton in Norfolk und zur Isle of Thanet in Kent beordert. Die englische Flotte an der Ostküste ging aber offenbar nicht aktiv gegen die Invasionsflotte vor, obwohl Robert Wateville, der Kommandant der englischen Schiffe, auch nach der Invasion zunächst versuchte, Eduard II. zu unterstützen.

## Die Invasion von Isabelle und die Flucht und Gefangennahme von Eduard II.

### Die Landung der Invasoren in Suffolk
Tatsächlich landete die Invasionsflotte am 24. September mittags wahrscheinlich an der Mündung des River Orwell. Die Schiffe wurden rasch entladen, danach kehrte die Flotte bis auf ein Schiff nach Holland zurück. Dieses Schiff segelte nach London, wo die Besatzung wahrscheinlich am 27. September die Nachricht von der Landung Isabelles bekannt machte. Das Heer von Isabelle traf in Suffolk auf kein Heer zur Abwehr der Invasion, denn anstatt der 2000 Mann, die der König aufbieten wollte, waren nur 55 Soldaten dem Aufruf gefolgt. Stattdessen eilten nun zahlreiche Männer aus allen Schichten der Bevölkerung nach Suffolk, um die Invasoren zu unterstützen. Durch diese Unterstützung wurde die Gefahr rasch gebannt, dass die kleine Invasionsstreitmacht leicht besiegt werden konnte. Am Nachmittag des 24. September traf auch Thomas of Brotherton, 1. Earl of Norfolk, der zweite Halbbruder von Eduard II. in Orwell ein und schloss sich Isabelle an. Er brachte sie in seine Burg Walton, wo Isabelle ihre erste Nacht nach ihrer Rückkehr nach England verbrachte. Am nächsten Morgen zog Isabelle mit ihrem Heer nach Bury St Edmunds, wo sie 800 Mark beschlagnahmte, die der königliche Richter Hervey de Staunton in der Abtei hinterlegt hatte. Mit diesem Geld bezahlte sie ihre Truppen, doch dennoch plünderte ihr Heer zahlreiche Güter, die den Despensers oder anderen Verbündeten des Königs gehörten. An den Plünderungen sollen sich aber nicht nur die ausländischen Söldner beteiligt haben, sondern auch die Earls of Norfolk und Kent, die Halbbrüder des Königs. Dann zog Isabelle weiter nach Cambridge, wo sie drei Tage lang blieb. In Cambridge schlossen sich die Bischöfe Orleton von Hereford, Burghersh von Lincoln, Hotham von Ely, Beaumont von Durham und Erzbischof Bicknor von Dublin Isabelle an. Orleton diente als Sprecher der Bischöfe und befürwortete offen die Invasion. Wahrscheinlich am 2. Oktober erreichte das Heer der Königin Oxford, das als erste größere englische Stadt dem Invasionsheer die Tore öffnete. In der Universitätskirche St Mary rief Bischof Orleton in einer Predigt zum Sturz der Günstlingsherrschaft der Despensers auf. Von Oxford aus erreichte Isabelle am 6. Oktober Baldock in Hertfordshire und zog dann weiter nach Dunstable in Bedfordshire. Waren die Reaktionen auf die Invasion Isabelles zunächst gespalten gewesen, überwog nun die Anzahl der Befürworter bei weitem die der Gegner. Zahlreiche Adlige und Ritter schlossen sich den Invasionstruppen an.

### Zusammenbruch der Herrschaft des Königs

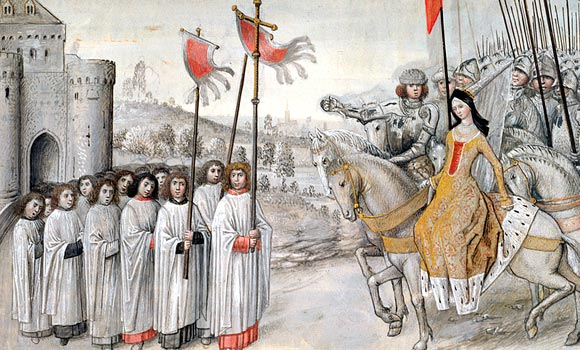
Isabelle und ihr Sohn Eduard ziehen in Oxford ein. Darstellung aus dem 15. Jahrhundert.

Als der König von der Invasion erfuhr, befahl er am 27. September die Aufstellung eines Heeres. Auf Mortimer setzte er ein Kopfgeld von £ 1000 aus, während Isabelle, sein Sohn Eduard und sein Halbbruder Edmund nicht verletzt werden sollten. Die Versuche der Anhänger des Königs, das Heer aufzustellen, blieben aber weitgehend erfolglos. In Wiltshire und anderen südenglischen Grafschaften zahlten die Beamten des Königs Geld als Sold an Truppen aus, doch diese desertierten wenig später oder liefen zu den Invasoren über. John Vaux brachte Ausrüstung und Geld nach Leicester, wo er jedoch von Henry of Lancaster, Earl of Leicester gefangen genommen wurde. Lancaster rüstete mit den Waffen und dem Geld nun ein Aufgebot zur Unterstützung der Invasion aus. Der vom König nach East Anglia gesandte Robert Wateville konnte nur sechzig Mann sammeln, mit denen er sich schließlich Isabelles Heer anschloss. In Yorkshire sammelte sich am 11. Oktober ein nennenswertes Aufgebot von nordenglischen Baronen, doch mehrere von ihnen, darunter William de Ros of Helmsley, schlossen sich wenig später den Invasoren an.

### Aufstand in London

Die Bewegungen von Isabelle (grün) und von Eduard II. (rot) während der Invasion von 1326

Als der Aufruf des Königs zur Aufstellung einer Armee in London verlesen wurde, traf er auf sofortige Ablehnung. Am 30. September ließen Erzbischof Reynolds von Canterbury, die Bischöfe Gravesend von London und Stratford von Winchester sowie die Äbte von Westminster und Waltham deshalb eine päpstliche Bulle von 1319 vor der St Paul’s Cathedral verlesen. Die Bulle war ursprünglich gegen die Schotten gerichtet gewesen, doch nun hatte es den Anschein, als richtete sie sich gegen Isabelle und ihre Unterstützer. Die Londoner Bevölkerung hatte jedoch bereits von der Landung von Isabelle erfahren, möglicherweise durch Gilbert Talbot, den Isabelle heimlich in die Hauptstadt gesandt hatte. Weite Teile der Bevölkerung hassten Despenser, der seit 1321 durch königliche Gerichtsverfahren die Privilegien der City of London verletzt hatte. Sie  sympathisierten mit den Invasoren, so dass der Beamte, der die Bulle verlesen sollte, niedergebrüllt wurde. Die Earls of Arundel und Surrey stellten sich auf die Seite des Königs, doch die ersten Beamten und Mitglieder des königlichen Haushalts desertierten. Eduard II. erkannte, dass er sich in London nicht halten konnte. Er beauftragte Bischof Stapeldon, die Stadt zu verteidigen, und verließ am 2. Oktober den Tower. Zusammen mit den Despensers, seinem Kanzler Robert Baldock und einen Schatz von über £ 29.000 flüchtete er nach Westen. Offenbar waren Ost- und Südengland verloren, doch der König wollte versuchen, in Westengland und in Wales Unterstützung zu erlangen, um die Invasion abzuwehren. London befand sich nun in Aufruhr. Der König hatte im Tower seinen jungen Sohn John of Eltham, Eleanor de Clare, die Frau des jüngeren Despenser und zahlreiche Gefangene, darunter mehrere Söhne Mortimers, zurückgelassen. Am 9. Oktober traf ein Brief der Königin in London ein, in dem sie die Londoner um Unterstützung bat. Am 13. Oktober trafen sich Erzbischof Reynolds von Canterbury und die Bischöfe Stratford von Winchester, Stapeldon von Exeter, Cobham von Worcester, Gravesende von London und Hythe von Rochester im Lambeth Palace am Südufer der Themse. Sie beschlossen, dass Bischof Stratford zusammen mit einem weiteren Bischof zur Königin reisen sollte, um einen Ausgleich zwischen ihr und dem König zu vermitteln. Während Stratford am 14. Oktober versuchte, Bischof Hythe von Rochester zu überreden, mit ihm zu kommen, kam es in London zu offenen Unruhen. Mayor Hamo Chigwell wurde in die Guildhall geschleift und gezwungen, öffentlich seine Unterstützung für die Königin zu bekennen. Die Häuser von Unterstützern der Despensers wurden geplündert und ihre Gefolgsleute wurden ermordet. Bischof Stapeldon, der für den König die Stadt sichern sollte, wurde am 15. Oktober vom Pferd gezerrt, als er von der Versammlung der Bischöfe in Lambeth zu seinem Londoner Stadthaus reiten wollte. Als ehemaliger Minister des Königs wurde er durch die Straßen geschleift, ehe er grausam ermordet wurde. Angesichts dieser Gewalttaten flüchteten die verbliebenen Beamten und Richter wie Geoffrey Le Scrope aus der Stadt, und die verbliebenen Bischöfe schlossen sich ihnen an. In London wurden nun die Stadthäuser von Magnaten wie dem Earl of Arundel, aber auch die Niederlassung der italienischen Kaufleute Bardi, die die Regierung von Eduard II. finanziell unterstützt hatte, geplündert. Am 16. Oktober übergab John de Weston, der Konstabler des Towers, die Festung. Die Gefangenen kamen frei, während dem jungen John of Eltham offiziell die Verwaltung der City of London übertragen wurde. Erst als am 15. November Bischof Stratford von Winchester mit Briefen von Königin Isabelle nach London zurückkehrte, in denen sie einen neuen Constable of the Tower und mit Richard de Bethune einen neuen Mayor of London ernannte, kehrte in der Stadt wieder Ruhe ein.

### Die Flucht und Verfolgung des Königs
Die Armee von Isabelle traf indessen offenbar weiterhin auf keinen Widerstand. In Dunstable schloss sich Henry of Lancaster mit seinem starken Aufgebot ihren Truppen an. Nun begann sie die Verfolgung des Königs, nachdem sie von dessen Flucht aus London erfahren hatte. Am 9. Oktober setzte sie in Dunstable ein Kopfgeld von £ 2000 auf den jüngeren Despenser aus.
Der König und Despenser reisten nach ihrer Flucht aus London zügig nach Westen. Am 6. Oktober waren sie in Wallingford und zwischen dem 9. und dem 12. Oktober erreichten sie Gloucester. Der König erwartete, dass er wie bereits während der Rebellion von 1321 bis 1322 von den Walisern im Fürstentum Wales unterstützt wurde, während der jüngere Despenser umfangreiche Besitzungen mit mehreren Burgen in Südwales besaß. Der König hatte bereits unmittelbar, nachdem er von der Invasion erfahren hatte, die Waliser Rhys ap Gruffudd und Gruffydd Llwyd mit der Aufstellung von Truppen beauftragt. Für den 15. Oktober hatte er alle verfügbaren Soldaten nach Gloucester beordert, doch bereits am 11. oder 12. Oktober verließ er die Stadt und flüchtete weiter nach Westen. Während der ältere Despenser Bristol verteidigen sollte, war der König mit Baldock und dem jüngeren Despenser am 15. Oktober bereits in der südostwalisischen Tintern Abbey. Ihm hatten sich keine Truppen angeschlossen, stattdessen desertierten nun Mitglieder seines Gefolges, darunter sein Steward of the Household Thomas le Blount. Am 16. Oktober erreichte der König Chepstow Castle.

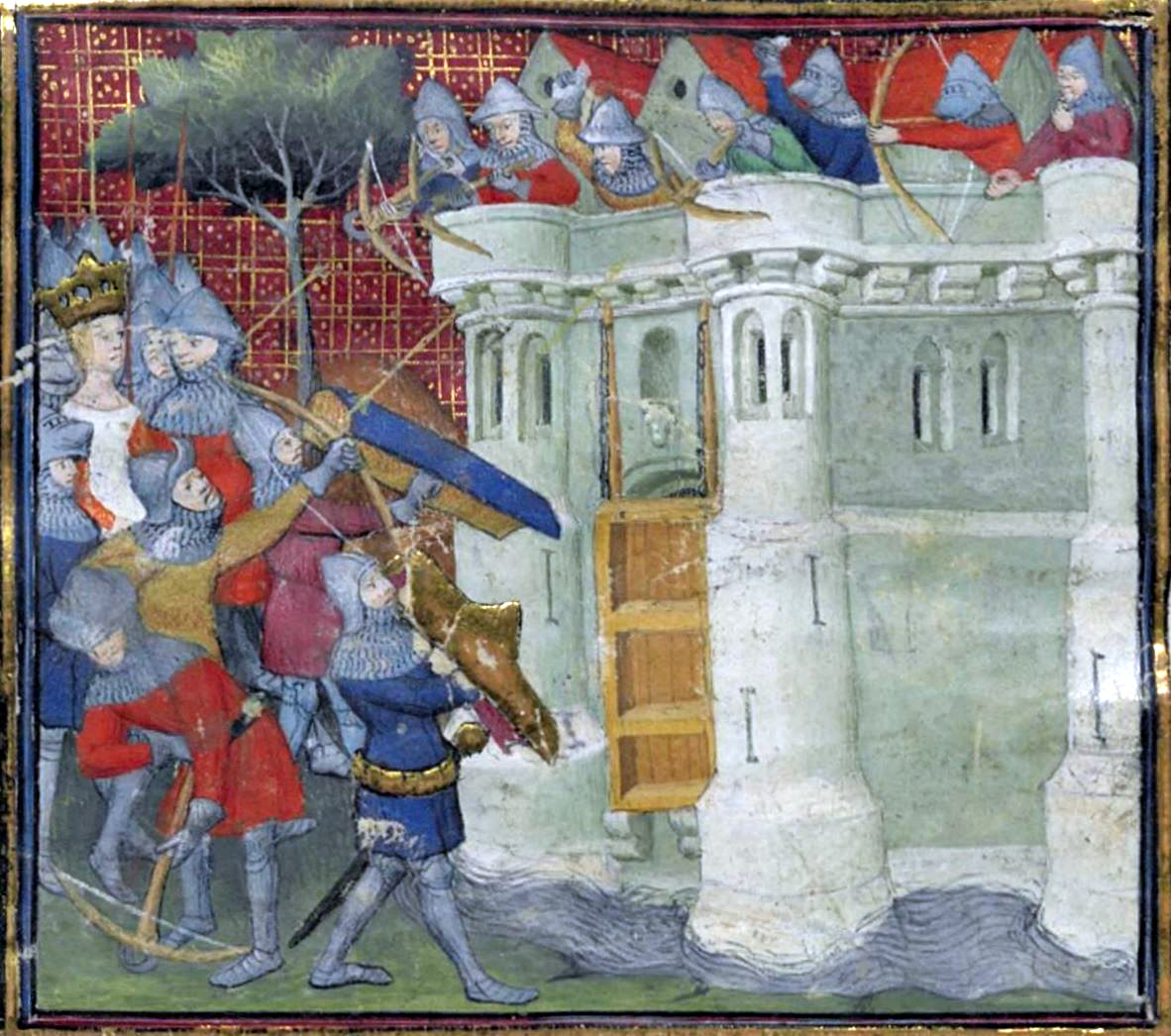
Isabelle belagert mit ihrem Heer Bristol. Buchmalerei aus dem 15. Jahrhundert.

Die Königin war ihm mit ihren Truppen dicht auf den Fersen. Am 14. Oktober erreichte sie Wallingford, wo sich ihr die Burg kampflos ergab. Am 16. Oktober proklamierte sie sich zusammen mit ihrem Sohn Eduard und ihrem Schwager, dem Earl of Kent, in Wallingford zur rechtmäßigen Königin von England. Ihr Mann dagegen habe, von Hugh le Despenser, Robert Baldock und anderen negativ beeinflusst, die königliche Gewalt missbraucht und geltendes Recht verletzt. Der König selbst wurde in ihrer Proklamation allerdings nicht selbst beschuldigt. Damit war die Invasion weiter offiziell gegen die Despensers gerichtet, während der Sturz des Königs offenbar zunächst für viele noch undenkbar war. Von Wallingford zog Isabelle mit ihrem Heer nach Gloucester. Dort schlossen sich Henry Percy, Thomas Wake, Henry de Beaumont und zahlreiche andere nordenglische Adlige ihrem Heer an. Die Königin ernannte Thomas Wake zum Marschall ihrer Armee, und vor dem 18. Oktober erreichte ihr Heer Bristol, das von Hugh le Despenser dem Älteren gehalten wurde. Nach kurzer Belagerung ergaben sich die Stadt und die Burg und der ältere Despenser geriet in Gefangenschaft. Isabelle sah nun ihre beiden Töchter Eleonore und Johanna wieder, die sich in der Obhut von Despensers Tochter Isabel befunden hatten. In Bristol schloss sich der aus London kommende Bischof Stratford von Winchester der Königin an. Er, der Erzbischof von Dublin, die Bischöfe von Ely, Lincoln, Hereford und Norwich, die Earls von Norfolk, Kent und Leicester, Thomas Wake, Henry de Beaumont, William Zouche und zahlreiche weitere Barone und Ritter erklärten am 26. Oktober den Thronfolger Eduard zum Reichsverweser, da der König nach Wales geflüchtet war und damit England verlassen hatte. Eduard II. war formal noch König, doch bereits zwei Tage später berief der Thronfolger für den 14. Dezember ein Parlament nach Westminster ein. Am 27. Oktober wurde der ältere Despenser von William Trussell im Beisein von mehreren Magnaten als Verräter zum Tod verurteilt und hingerichtet. Isabelle hatte um Gnade für den alten Mann gebeten, doch Henry of Lancaster und andere Barone erinnerten Isabelle daran, dass sie die Günstlingsherrschaft der Despensers beenden wollte, und bestanden auf seine Hinrichtung.

### Die Gefangennahme des Königs
Am 20. Oktober verließ der König mit seinen Anhängern per Schiff Chepstow. Er wollte zunächst auf die Insel Lundy und dann womöglich weiter nach Irland reisen, wo der Justiciar John Darcy ein Unterstützer der Despensers war. Wegen widriger Winde konnte das Schiff aber nicht den Bristolkanal verlassen, so dass der König am 25. Oktober Cardiff anlief. Von dort zog er nach Caerphilly Castle, einer nahezu uneinnehmbaren Burg, die im Besitz von Despenser war. Von dort erließ er am 28. und 29. Oktober Aufrufe, dass sich ihm alle verfügbaren Truppen anschließen sollten. Am 31. Oktober machten seine bei ihm verbliebenen Beamten letztmals Aufzeichnungen. Am 2. oder 3. November verließ der König Caerphilly Castle, nachdem sich ihm keine Truppen angeschlossen hatten. Über Margam Abbey erreichte er Neath Abbey, wo er bis zum 11. November blieb. Über die Hälfte seines Schatzes hatte er in Caerphilly gelassen, doch er führte noch immer mindestens £ 6000 Bargeld, weitere Wertsachen und Urkunden mit sich. Einen Teil davon deponierte er in Neath oder ließ sie nach Swansea Castle schicken. Vermutlich wollte der König zunächst immer noch versuchen, Irland zu erreichen. Dann wurde ihm aber offenbar klar, wie nah seine Verfolger waren. Weitere Mitglieder seines Gefolges desertierten, und mit seinen letzten Getreuen versuchte er auf einem Weg durch die südwalisischen Wälder wieder Caerphilly zu erreichen. Die Königin hatte inzwischen Henry of Lancaster, William Zouche, Master Rhys ap Hywel und zwei Söhne von Llywelyn Bren beauftragt, den König zu finden und gefangen zu nehmen. Einheimische Waliser verrieten den König, so dass er am 16. November gefangen genommen und zu Henry of Lancaster nach Llantrisant gebracht wurde. Dieser ließ ihn zunächst nach Monmouth Castle, eine seiner Burgen bringen. Der jüngere Despenser, Baldock und andere wurden nach Hereford gebracht, wo Despenser am 24. November als Verräter verurteilt und hingerichtet wurde. Baldock wurde als Geistlicher nach London gebracht, wo er vor ein geistliches Gericht gestellt werden sollte. In London ergriff ihn ein Mob, misshandelte ihn und warf ihn in das Fleet-Gefängnis, wo er einige Monate später starb. Der Schatz, den der König in Neath und anderen Orten zurückgelassen wurde, geriet wahrscheinlich in die Hände von lokalen Adligen und wurde nicht wieder zurückgegeben. Am 26. November übergab Bischof Orleton das Großsiegel an Isabelle, die damit zunächst im Namen ihres Mannes die Regierung übernahm.

## Folgen

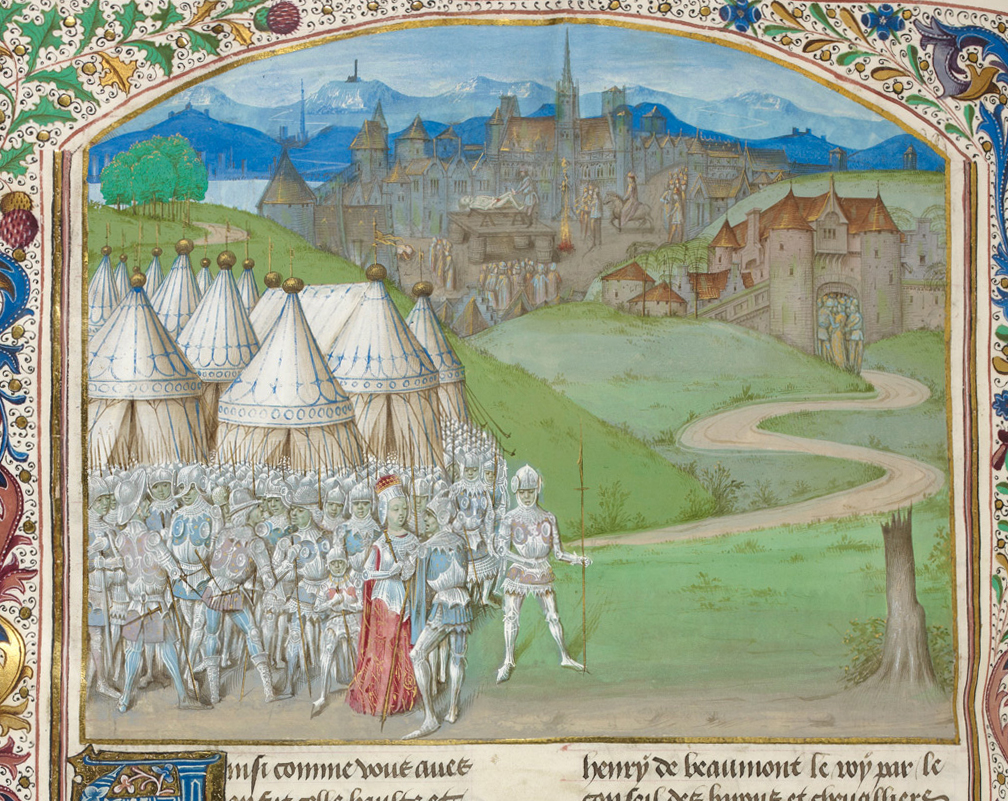
Isabelle und Roger Mortimer mit ihrem Heer. Im Hintergrund die Hinrichtung Despensers. Buchmalerei aus dem 15. Jahrhundert.

Während der Invasion von Königin Isabelle war es zu keinen größeren Gefechten gekommen, da der König kein nennenswertes Heer zur Abwehr der Invasion aufstellen konnte. Abgesehen von den beiden Despensers sowie von Simon of Reading, einem engen Gefolgsmann des jüngeren Despenser, ließen die neuen Machthaber keine weiteren Unterstützer von Eduard II. und der Despensers verurteilen und hinrichten. Roger Mortimer hatte am 17. November eigenmächtig den Earl of Arundel zusammen mit dessen Gefolgsleuten Thomas de Micheldever und John Daniel ohne Gerichtsverhandlung hinrichten lassen. Der Earl of Surrey konnte sich dagegen Isabelle unterwerfen und blieb wie zahlreiche andere Unterstützer des Königs von den neuen Machthabern unbehelligt. Allerdings war es neben den Unruhen in London auch in anderen Teilen Englands nach dem Zusammenbruch der Regierungsgewalt zu Überfällen und Ermordungen gekommen. Diese wurden oft damit begründet, dass die Opfer Anhänger des Königs gewesen waren, und wurden von den neuen Machthabern kaum geahndet. Dennoch verlief der Sturz der Herrschaft von Eduard II. damit relativ unblutig. Der gefangene König wurde Anfang Dezember weiter nach Kenilworth gebracht, einer Burg von Henry of Lancaster. Ihn als König wieder einzusetzen kam für Isabelle und ihre Unterstützer nicht in Frage, weshalb sie nun überlegen mussten, wie mit ihm verfahren werden sollte. Im Januar 1327 konnte im Parlament zunächst keine Mehrheit für eine Absetzung des Königs gefunden werden, doch am 20. Januar erreichte eine Delegation, bestehend aus Bischof Stratford, Henry of Lancaster und anderen Adligen, dass der König zugunsten seines Sohns Eduard abdankte. Der jüngere Eduard wurde am 2. Februar als Eduard III. zum König gekrönt. Für den minderjährigen König wurde ein Regentschaftsrat unter dem Vorsitz von Henry of Lancaster gebildet, doch die eigentliche Macht lag bei Königin Isabelle und Roger Mortimer. Der abgesetzte Eduard II. blieb in Gefangenschaft. Im April 1327 wurde er auf Betreiben Mortimers nach Berkeley Castle verlegt. Nach mehreren Befreiungsversuchen seiner verbliebenen Anhänger starb er wahrscheinlich im September 1327 in Berkeley, offenbar wurde er auf Anordnung Mortimers ermordet.